# Vislanka
Vislanka este o comună slovacă, aflată în districtul Stará Ľubovňa din regiunea Prešov. Localitatea se află la altitudinea de 542 m deasupra n.m., se întinde pe o suprafață de 4,23 km2 și în 2017 număra 260 de locuitori.

## Istoric
Localitatea Vislanka este atestată documentar din 1773.

## Demografie
| An:                | 1994 | 2004   | 2014   | 2024   |
| ------------------ | ---- | ------ | ------ | ------ |
| Număr de persoane: | 302  | 282    | 262    | 258    |
| Diferență:         |      | −6,62% | −7,09% | −1,52% |

| An:                | 2023 | 2024   |
| ------------------ | ---- | ------ |
| Număr de persoane: | 261  | 258    |
| Diferență:         |      | −1,14% |